# Anthony Francis Sharma
Anthony Francis Sharma (Tindharia, cerca de Darjeeling, India, 12 de diciembre de 1937-Katmandú, 8 de diciembre de 2015) fue un sacerdote jesuita nepalí. Fue rector de la St. Joseph's School, Darjeeling, y ordenado obispo en 2007, fue vicario apostólico de Nepal hasta 2014.
Realizó sus estudios secundarios en Kurseong y tras su noviciado en Bombay, estudió teología en el Vidyajyoti College of Theology de Delhi. Fue ordenado sacerdote el 4 de mayo de 1968. Además siguió su formación teologal en Manila y Hazaribag y su profesión solemne religiosa el 2 de febrero de 1978. Fundó Cáritas Nepal en 1990.